# Левиафан (роман Акунина)
«Левиафан» (герметичный детектив) — третья книга Бориса Акунина из серии «Приключения Эраста Фандорина», посвященный разгадке убийств, путешествию на одноимённом корабле и поиску сокровища.
Произведение написано в жанре «герметичный детектив»: круг подозреваемых чётко очерчен и обособлен с самого начала действия. Акунин задумал серию «Приключения Эраста Фандорина» как краткое изложение всех жанров детектива, каждый роман представлял новый жанр.

## Сюжет
15 марта 1878 года на улице де Гренель в Париже совершено страшное преступление. Убит лорд Литтлби, семь его слуг и двое детей. Преступник не взял из дома ничего, кроме золотой статуэтки бога Шивы и расшитого платка. Через несколько дней статуэтку Шивы находят на дне Сены.
Комиссар полиции Гюстав Гош находит в руке убитого лорда значок пассажира первого класса пассажирского корабля «Левиафан», следующего из Саутгемптона в Калькутту. Комиссар выделяет нескольких пассажиров, у которых нет значка, и собирает их вместе в отдельный обеденный салон. Это английский баронет Реджинальд Милфорд-Стоукс, офицер императорской японской армии Гинтаро Аоно, беременная жена швейцарского банкира Рената Клебер, недавно разбогатевшая англичанка средних лет Кларисса Стамп и молодой, но уже поседевший русский дипломат Эраст Фандорин (присоединившийся только в Порт-Саиде) и британский индолог, профессор археологии Свитчайлд. Команду судна представляют первый помощник капитана Шарль Ренье и судовой врач Труффо с супругой. Свитчайлд рассказывает собравшимся о платке, который принадлежал баснословно богатому брахмапурскому радже Багдассару, основное богатство которого заключалось в ларце, набитом драгоценными камнями. Британцы обвинили его в поддержке восставших сипаев, и раджа покончил с собой, приказав передать сыну, проживающему во Франции, Коран, завёрнутый в платок. Командир эскадрона передал Коран, а платок оставил себе на память, потом он попал к лорду Литтлби.
Фандорин подсказывает, что злоумышленник убил домочадцев Литтлби, выдав себя за врача, проводящего вакцинацию ввиду вспыхнувшей в Париже холеры. Вместо вакцины в шприцах была летальная доза морфия. Профессор Свитчайлд догадывается, что платок указывал на место, где раджа зарыл свой бесценный ларец, но злоумышленник объявляет пожарную тревогу и в суматохе перерезает ему горло.
Гош выясняет, что Гинтаро Аоно не офицер, а врач, выпускник медицинского института, и обвиняет японца в убийстве Свитчайлда и Литлби с домочадцами. Однако Фандорин разбивает обвинительные построения полиции. Капитан корабля получает телеграмму о несчастном случае с дочерью, его разбивает паралич, и Ренье замещает капитанский пост. Баронет, который постоянно проверяет курс, обнаруживает, что корабль идёт в пролив, насыщенный скалами. Он поднимает Фандорина, тот будит штурмана, который подтверждает выводы баронета. Фандорин догадывается, что Ренье — сын раджи Багдассара и убийца, будит комиссара, после чего Гош арестовывает Ренье. Дав изобличающие себя показания, Ренье (по рассказу Гоша) заканчивает жизнь самоубийством. Далее комиссар по совету Фандорина уходит допрашивать Клебер, и, с её слов, Гош, после того как она обвинила его в убийстве Ренье, набрасывается на неё, но ей, завладев его револьвером, удаётся застрелить комиссара.
Фандорин выводит на чистую воду Ренату Клебер: она — известная авантюристка Мари Санфон, вышедшая замуж за Ренье. Именно она, используя навыки, полученные в монастыре, где когда-то воспитывалась, сделала смертельные инъекции слугам Литллби. Гош, потеряв от жадности самообладание, убил Ренье и захватил платок, но Санфон, оставшись наедине с Гошем, хладнокровно всаживая пулю за пулей в комиссара, вынудила его отдать платок, после чего добила выстрелом в лоб. Фандорин находит платок, между обитателями салона поднимается спор о правах на клад Багдассара: его могли взять Бельгия (ещё не рождённый ребёнок Клебер — законный наследник раджи), Британия (собственность раджи конфискована правительством Её величества) или Франция (собственность гражданина Франции Ренье конфискована государством за совершение тягчайших преступлений). Спорящие едва не разрывают платок, но Фандорин берёт его на временное хранение, кладёт на столик, а потом намеренно открывает окна, и ветер уносит платок в океан. Разъярённая Санфон пытается убить дипломата, но ей мешает господин Аоно, а потом на неё падают большие напольные часы Фандорина, временно лишив сознания.

## Неточности
- Объясняя пассажирам странное поведение японца, навлекшее на него подозрения, Фандорин противопоставляет японскую и европейскую культуры как «культуру стыда» и «культуру совести» соответственно. Однако подобные представления о японской культуре получили распространение лишь гораздо позднее, в середине XX века (в частности, в работах американского антрополога Рут Бенедикт), и применительно ко времени действия романа выглядят анахронизмом.
- Акунин словами персонажа утверждает, что «Глубина канала превышает 100 футов». На самом деле глубина Суэцкого канала — 20 метров, то есть, менее 70 футов.
- На «Левиафане» якобы есть «полное электрическое освещение» (а также «зажгла электрическую лампу», «включили электричество» и т. д.), хотя действие романа происходит в 1878 году, а Яблочков изобрёл свою «свечу» в 1876 году и она не успела получить широкого распространения. Эдисон же изобрёл свою лампу в 1879 году.
- «беседовали на разные любопытные темы. Например — о сверхсовременных методах идентификации и уличения преступников. — Парижская полиция строит свою работу по последнему слову науки, — похвастал раз Гош. — Там в префектуре есть специальная служба идентификации, которой заведует молодой гений. Альфонс Бертильон. Он разработал целую систему регистрации преступных элементов». Эту систему стали применять только после того, как Бертильон в 1883 году доказал её состоятельность. В 1878 году она вызывала у криминалистов скорее смех, чем признание её «последним словом науки».

## Культурные отсылки
- Автора статьи из газеты «Ревю Паризьен» в первой главе книги зовут Ж. дю Руа — именно так звали главного героя романа Ги де Мопассана «Милый друг».
- Сюжет напоминает детектив «Убийство в Восточном экспрессе» Агаты Кристи: действия происходит в ограниченном экзотическом пространстве и подозрения падают поочередно на каждого пассажира, у которых есть свои секреты, а действие начинается с ужасного убийства. Кроме того, в англоязычном переводе название значится как «Убийства на Левиафане» (Murder on the Leviathan)).

## Телевизионная адаптация
По роману был снят одноимённый полуторачасовой телефильм, для канала Teatr Telewizji. Фильм транслировался по телевидению 8 марта 2021 года. В роли Фандорина снялся Петр Журавский.